# Mała Hłusza
Mała Hłusza (ukr. Мала Глуша) – wieś na Ukrainie, w obwodzie wołyńskim, w rejonie kamieńskim. Liczy 1462 mieszkańców.
W czasie okupacji niemieckiej mieszkająca tutaj polska rodzina Tarnogórskich udzielała pomocy Żydom. W 1985 roku Instytut Jad Waszem uhonorował za to Wincentego i Marię Tarnogórskich tytułami Sprawiedliwych wśród Narodów Świata.
Do 2020 w rejonie lubieszowskim. 